# Подгорный (Увельский район)
Подго́рный — посёлок в Увельском районе Челябинской области России. Входит в состав Каменского сельского поселения.

## География
Посёлок находится на востоке центральной части Челябинской области, в лесостепной зоне, преимущественно на правом берегу реки Увелька, на расстоянии примерно 24 км (по прямой) к северо-западу от посёлка Увельский, административного центра района. Абсолютная высота — 226 м над уровнем моря.
Часовой пояс
Посёлок Подгорный, как и вся Челябинская область, находится в часовой зоне МСК+2. Смещение применяемого времени относительно UTC составляет +5:00.

## Население
| 2002 | 2010 |
| ---- | ---- |
| 228  | ↘209 |

Гендерный состав
По данным Всероссийской переписи населения 2010 года, в гендерной структуре населения мужчины составляли 42,1 %, женщины — соответственно 57,9 %.
Национальный состав
Согласно результатам переписи 2002 года, в национальной структуре населения русские составляли 75 %.

## Улицы
- ул. Гагарина,
- ул. Заречная,
- ул. Набережная,
- ул. Советская,
- ул. Степная[6].